# Листокрутка виноградна
Листокрутка виноградна (Sparganothis pilleriana Den. et Schiff) — шкідливий метелик. В Україні поширена в Одеській, Дніпропетровській, Донецькій областях та Криму. Небезпечний шкідник винограду, окрім того, пошкоджує 57 видів різних рослин із 21 родини, серед них грушу, сливу, вишню та інші.

## Опис
Метелик в розмаху крил 18-22 міліметрів. Передні крила вохряно-жовті, золотисто-зеленуваті з сірувато-бурим рисунком, який складається із зігнутої по напрямку до зовнішнього краю крила невеликої прикореневої плямочки та кривої двічі розширеної середньої перев'язі. Часто рисунок крил сильно розмитий або його немає. Задні крила сірувато-бурі. На відміну від інших листокруток, характерною ознакою метеликів цього виду є наявність довгих нижньогубних щупиків, за довжиною вдвоє більших від діаметра голови. Яйця сплющені, овальні 0,7-0,9 на 1,0-1,2 міліметра, в купках розміщені черепицеподібно по 50-80 і вкриті пінистими виділеннями придаткових статевих залоз метеликів. Яйцекладки спочатку жовто-зелені, з часом стають лимонно-жовті, розміщуються на верхньому боці листків, біля головної жилки. Лялечка завдовжки 9-11 міліметрів, спочатку зелена, потім стає каштаново-коричневою. Кремастер у вигляді прямої довгої вузької злегка розширеної лопастинки з чотирма короткими міцними крючкоподібними щетинками, які нахилені на черевний бік. По боках лопасті кремастера в середній її частині розміщено по дві такі ж щетинки з кожного боку.

## Екологія
Плодючість самки до 400 яєць. Ембріональний розвиток при середньодобовій температурі 20-25°С — 9-12, при нижчих температурах — близько 20 днів. Розвивається в одному поколінні за рік. Зимує гусениця першого віку, яка робить білий кокон у різних затишних місцях: у тріщинах та щілинах кори штамбів і гілок, у рослинних рештках, а також у ґрунті на глибині до 4-5 і навіть 10 сантиметрів. Навесні при настанні суми ефективних температур 20-21°С (нижній поріг +10°С) гусениці залишають місця зимівлі й проникають у бруньки та бутони винограду і виїдають їх з середини, потім переходять до живлення молодими листочками на верхівках пагонів, а також суцвіттями та зав'язями плодів. З розпусканням листків гусениці виїдають у них великі наскрізні отвори; пошкоджені листки скріплюються павутиною і утворюються великі рихлі гнізда, всередині яких знаходяться гусениці. Пошкоджені листки буріють і засихають. На винограді відмічено також пошкодження ягід, що наливаються. Розвиток гусениць триває 45-50 днів. Заляльковуються гусениці в місцях живлення. Літ метеликів відбувається з останньої декади червня до кінця липня.